# VfR Schlesien 1897 Breslau
Der VfR Schlesien 1897 Breslau (vollständiger Name Verein für Rasenspiele Schlesien 1897 Breslau) war ein deutscher Sportverein aus Breslau.

## Geschichte

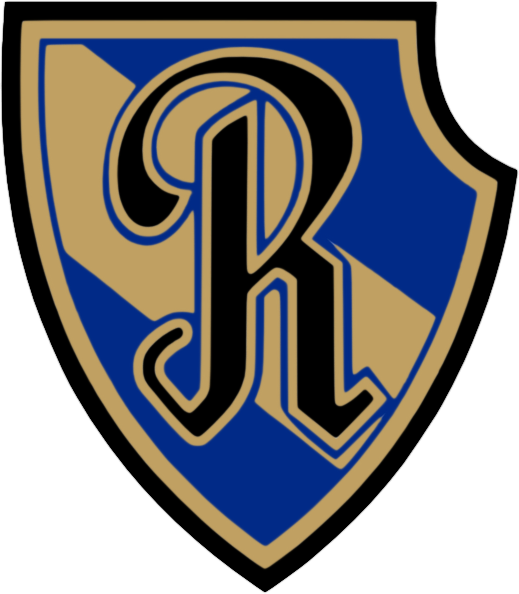
Logo des VfR 1897 Breslau

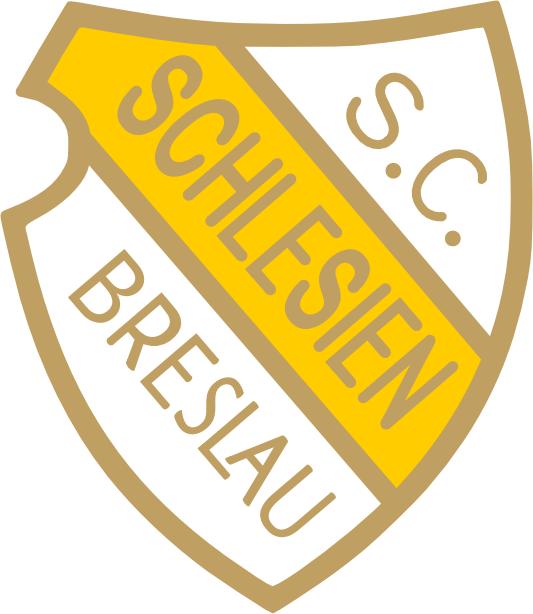
Logo des SC Schlesien Breslau

Der Verein wurde 1933 gegründet als der VfR 1897 Breslau (1897 gegründet) und der SC Schlesien Breslau (1901 gegründet) miteinander fusionierten. Der SC Schlesien 01 aus Kleinburg (Borek) entstand nach Abspaltung vom „FC Blitz“, der sich ab 1907 VfR nannte. Schlesien errang 1906 und 1907 die Südostdeutsche Regionalmeisterschaft, der VfR 1908 und 1909. 
Der Zusammenschluss bedeutete jedoch keine Rückkehr der einstigen Pioniere zum Spitzenfußball. Der so entstandene VfR Schlesien 1897 pflegte als bürgerlicher Klub mit den Abteilungen Radfahren, Leichtathletik, Hockey und Tennis nun eher seine elitäre Seite, während Fußball vom bürgerlichen Sport zum Massenvergnügen geworden war. Ehemalige Mitglieder des VfR Schlesien 1897 Breslau hielten nach dem Krieg regelmäßig Clubtreffen ab. Mitglieder der Sparten Hockey und Tennis trafen sich noch bis vor wenigen Jahren zu jährlichen Traditionstreffen auf dem Heiligenhof in Bad Kissingen.
Nach Machtübernahme der Nationalsozialisten 1933 wurde der Südostdeutsche Fußball-Verband aufgelöst und deutschlandweit 16 Gauligen eingeführt. Die Qualifikation für die Gauliga Schlesien verpasste der Verein, er nahm den Startplatz des SC Schlesien Breslaus in der zweitklassigen Bezirksliga Mittelschlesien wahr. In dieser konnte der Verein in den kommenden Jahren Mittelfeldplatzierungen erreichen. 1941/42 zog sich der Verein vermutlich kriegsbedingt aus der nun in 1. Klasse Niederschlesien umbenannten Liga zurück und spielte fortan in der Kreisklasse. 1944/45 wurde der Verein in der Gauliga Niederschlesien als Teilnehmer gelistet, kriegsbedingt wurde jedoch nur ein Spiel ausgetragen, welches mit 0:5 gegen die Breslauer SpVg 02 verloren ging.
Die Feldhandball-Abteilung des Vereins wurde 1933 mit Gründung der erstklassigen Handball-Gauliga Schlesien für diese berücksichtigt und spielte bis 1935 erstklassig.
Nach Ende des Zweiten Weltkriegs wurde Breslau Polen zugesprochen. Die deutsche Bevölkerung wurde vertrieben und sämtliche Vereine aufgelöst. Dadurch erlosch auch der VfR Schlesien 1897 Breslau 1945.